# Маки Сал
Маки Сал (на френски: Macky Sall) е сенегалски политик от партията Алианс за републиката (до 2008 година – от Сенегалската демократическа партия).
Той е министър-председател през 2004 – 2007 година, а през 2012 година е избран за президент.
Маки Сал е роден на 11 декември 1961 година във Фатик. Инженер-геолог по образование, след избора на Абдулай Уад за президент през 2000 година той заема различни постове в неговата администрация, като от 2004 до 2007 година е министър-председател. През 2007 – 2008 година е председател на парламента, но влиза в конфликт с президента Уад и през 2008 година е отстранен от този пост, когато основава партията „Алианс за републиката“. На президентските избори през 2012 година печели на втори тур срещу Абдулай Уад, като получава 66% от гласовете.

## Председател на Народното събрание
На парламентарните избори през юни 2007 г. Сал беше избран в Народното събрание като кандидат в националната листа на Коалицията. След изборите Уейд назначи министър-делегат по бюджета Шейх Хаджибу Сумаре за премиер на 19 юни, замествайки Сал, който подаде оставка заедно с правителството си малко преди това, след което отпадна от изборите. Сал каза, че се гордее с постигнатото като премиер. Сал не беше избран за председател на Народното събрание един ден по-късно, на 20 юни 2007 г .; той беше единственият кандидат и получи 143 гласа от 146 присъстващи депутати. Сал и Уейд влязоха в конфликт по -късно през 2007 г., когато Сал повика сина на Уейд Карим, председател на Националната агенция на Организацията на Ислямската конференция (ОИК), за изслушване в Народното събрание относно строителните обекти в Дакар за планираната среща на върха на ОИК да се проведе там през март 2008 г. Това се възприема като опит на Сал да отслаби позицията на Карим и евентуално да повлияе на евентуалното президентско наследство в негова полза, провокирайки враждата на Уейд и неговите лоялисти в рамките на PDS. През ноември 2007 г. Управителният комитет на PDS премахна позицията на Сал като заместник генерален секретар, която беше втората най-мощна позиция в партията и реши да внесе законопроект в Народното събрание, който ще намали мандата на президента на Народно събрание от пет години до една година. След смъртта на религиозния водач на Моуридес Серине Салиу Мбаке в края на декември 2007 г., неговият наследник, Серинь Мухамаду Ламин Бара Мбаке, помоли Уейд да прости на Сал; След това Уейд се срещна със Сал и двамата сключиха мир в началото на януари 2008 г.
Въпреки това Сал остава в противоречие с ръководството на PDS през 2008 г. През септември 2008 г. депутат от PDS представи законопроекта за намаляване на мандата на председателя на Народното събрание до една година, а по -късно през месеца, Сал беше повикан пред Дисциплинарния орган на PDS Комитет, въпреки че той не се появи. По този повод Сал беше обвинен в разделящи лични инициативи в партията; той също така твърди, че е извършил „действия, насочени към подкопаване на имиджа на партията и държавата“, визирайки по -специално посещенията на Сал в Сената на Франция и Конвенцията на Демократическата партия на САЩ от 2008 г. Изявление, публикувано от политическия съветник на Сал, осъжда преминаването към дисциплиниране на Сал като „опит за политическа ликвидация“. На 13 октомври 2008 г. Народното събрание гласува за намаляване на мандата на председателя на Народното събрание на една година; това беше одобрено от президента Уейд на 21 октомври. Въпреки решителните усилия на Сал да запази позицията си, Народното събрание гласува уволнението му като председател на Народното събрание на 9 ноември 2008 г. Имаше 111 гласа за отстраняването му и 22 против. Сал незабавно обяви, че се оттегля от PDS; това решение означаваше, че той ще загуби мястото си в Народното събрание, както и мястото си в общинския съвет на Фатик и поста си на кмет на Фатик. Той също така каза, че ще създаде нова партия. Мамаду Сек беше избран да замени Сал като председател на Народното събрание на 16 ноември 2008 г.

## В опозиция
Сал основава на 1 декември 2008 г. собствена партия - Алиансът за републиката - Яакар (АПР). Вътрешното министерство обвини Сал в пране на пари на 26 януари 2009 г .; Сал отрече това и заяви, че обвинението е политически мотивирано. В края на февруари 2009 г. беше решено да не се преследва Сал поради липса на доказателства. След местните избори във Фатик през март 2009 г. Сал беше преизбран на предишния си пост като кмет през април 2009 г. Той получи 44 гласа от 45-те присъстващи общински съветници; петимата съветници от коалиция Сопи не присъстваха на гласуването. На същите местни избори АПР беше успешен и в град Госас, дванадесет области в северната част на страната и три в южната част. Възнамерявайки да участва в президентските избори през 2012 г., Сал пътува през Сенегал и се среща с членове на сенегалската отвъдморска общност. Той назначи Жан-Пиер Пиер-Блох [фр], бивш член на Френското национално събрание, който преди това е бил близък сътрудник на Уейд, като съветник. През 2010 г. анкета показва, че той е фаворит за президентския пост в Дакар и околностите му.

## Председателство
През 2012 г На президентските избори през 2012 г. Сал се кандидатира като кандидат на коалицията „Маки 2012“ с лозунга „Пътят на реалното развитие“ („Йони Якоте“ във Волоф). Той води кампания в цялата страна, без да прекъсва връзките с опозиционното движение "23 Juin" (M23), което протестира срещу Уейд в Дакар, призовавайки да му бъде забранено да се кандидатира за трети мандат.  Първоначалният резултат от изборите на 26 февруари 2012 г. видя, че Сал получава 26,5% от гласовете срещу 34,8% на Уейд, принуждавайки балотаж. На балотажа Сал убеди всички елиминирани кандидати и дисквалифицирания кандидат Йосуи Н'Дор да го подкрепи, като сформира коалиция на име "Бено Бокк Якар" (Wolof за "United in the Same Hope"). Той постигна това, като обеща да се върне към петгодишния президентски мандат от предишния седемгодишен мандат, който Уейд противоречиво възстанови; той също каза, че ще гарантира, че нито един лидер не може да служи повече от два мандата. Балотажът се проведе на 25 март 2012 г. и Уейд се обади на Сал в 21:30 ч. По Гринуич, за да признае надпреварата с поздравления, преди Конституционният съвет [fr] да направи официалното обявяване, че Сал е спечелил с 65,8% от гласовете.
Сал беше открит като четвърти президент на Сенегал на 2 април в хотел King Fahd Palace. На следващия ден той назначи за свой премиер технократа и банкера Абдул Мбайе, който стана глава на правителство, ограничено до 25 министри, и обяви намерението си да разпусне Народното събрание, за да проведе парламентарни избори на 1 юли.